# Seixal (freguesia)
Seixal is een plaats (freguesia) in de Portugese gemeente Seixal en telt 2506 inwoners (2001).